# Hoplosauris imbricaria
Hoplosauris imbricaria är en fjärilsart som beskrevs av Felder 1875. Hoplosauris imbricaria ingår i släktet Hoplosauris och familjen mätare. Inga underarter finns listade i Catalogue of Life.